# Уоррен (Арканзас)
Уо́ррен (англ. Warren) — город в США в штате Арканзас, административный центр округа Брадли.

## История
Первое европейское поселение было основано на месте будущего города в 1820 году после урегулирования конфликтов с местным населением — индейцами племён куапо и чокто. По легенде, город называется Уоррен в честь раба, освобождённого капитаном Хью Брэдли, в честь которого носит название сам округ. В 1851 году поселение получило статус города, в 1903 году было построено здание окружного суда, сохранившееся до наших дней (на илл.) С 1956 года в городе ежегодно проводится фестиваль томатов (The Bradley County Pink Tomato Festival).

## Демография
Население
- 2006 год — 6219 жителей
- 2010 — 6003

Расовый состав
- Белые — 45,3%
- Афроамериканцы — 40,9%
- Коренные американцы — 0,3%
- Азиаты — 0,3%
- Прочие расы — 11,9%
- Две и более расы — 1,3%
- Латиноамериканцы (любой расы) — 15,0%